# Aphilopota intensa
Aphilopota intensa là một loài bướm đêm trong họ Geometridae có 4 cánh lớn.